# 인도날여우박쥐
인도날여우박쥐(Pteropus giganteus)는 큰박쥐과에 속하는 박쥐의 일종이다. 야행성 동물이고, 망고와 바나나 그리고 꽃꿀 같은 잘 익은 과일을 주로 먹는다. 큰인도과일박쥐 또는 인도왕박쥐로도 불린다.

## 분포 및 서식지
인도날여우박쥐는 열대 숲과 습지 그리고 수역 근처에서 서식한다. 인도와 방글라데시, 티베트, 몰디브, 네팔, 파키스탄 그리고 스리랑카에서 발견된다. 넓은 분포 지역과 뚜렷한 적응성을 갖고 있어서, "관심대상종"으로 분류하고 있다.

## 먹이
인도날여우박쥐는 과식성 또는 식화밀성 박쥐로 과일을 먹거나 꽃에 있는 꽃꿀을 핥아서 먹는다. 어두워지면 다 익은 과일을 찾아 나선다. 과일을 먹으면서 꽃가루나 씨앗을 내뱉기 때문에 가루받이를 하거나 씨앗을 퍼뜨리는 역할을 한다.

## 생식
인도날여우박쥐는 다처다부제 종으로 매년 7월부터 10월 사이에 번식을 한다. 새끼는 2월과 5월 사이에 태어나며, 임신 기간은 보통 140~150일이다. 평균 한 두마리의 새끼를 낳는다. 왕박쥐속에 속하는 종들의 새끼는 첫 몇 주를 어미가 돌보고, 약 5개월 후에 젖을 뗀다. 수컷은 새끼를 돌보지 않는다. 어린 박쥐는 약 11주 후에 비행을 배운다. 생후 약 1.5년 이후에는 생식이 가능할 정도로 성숙해 진다.

## 질병 전염
다른 과일박쥐류처럼 인도날여우박쥐는 헤니파바이러스와 코로나바이러스와 같은 다수의 바이러스 집단을 포함하여 여러 질병의 자연 저장소 역할을 하는 것으로 추정하고 있다. 사람과 가축에게 치명적일 수 있다.
남태평양 뿐만아니라 미크로네시아에 사는 사람들에게 진미의 하나이며, 괌에서 사용은 라이티크-보디그병(Lytico-Bodig disease)의 원인으로 추정되고 있다.